# Geron confusus
Geron confusus är en tvåvingeart som beskrevs av Hall och Neal L. Evenhuis 2003. Geron confusus ingår i släktet Geron och familjen svävflugor. Inga underarter finns listade i Catalogue of Life.